# Alice Coachman
Alice Coachman Davis (Albany, 9 november 1923 – aldaar, 14 juli 2014) was een Amerikaanse hoogspringster. Tijdens de Olympische Zomerspelen van 1948 in Londen won ze het onderdeel hoogspringen en werd ze daarmee de eerste zwarte vrouw die een olympische gouden medaille won.

## Biografie
Alice Coachman was de vijfde in een gezin van tien kinderen. Vanwege haar huidskleur kreeg ze als kind geen toegang tot atletiekterreinen en mocht ze niet deelnemen aan reguliere atletiekwedstrijden. Ze trainde met wat voorhanden was en sprong over zelfgemaakte apparatuur. Haar talent werd ontdekt en Coachman kreeg op 16-jarige leeftijd een studiebeurs van de Tuskegee Preparatory School. Tijdens het studeren en trainen moest ze wel werken, waaronder het schoonmaken en onderhouden van de sportfaciliteiten en de schooluniformen.
In 1946 voltooide Alice haar studies als modeontwerpster en volgde ze een opleiding in huishoudkunde aan de Albany State College. Ze studeerde in 1949 af en werd lerares en atletiektrainster voor jonge atleten.

## Atletiekcarrière
Al in haar jeugd domineerde Coachman nationale amateurkampioenschappen voor hoogspringen bij de dames, waarbij ze blootsvoets optrad. Ze zou volgens sportverslaggever Eric Williams de nummer 1 vrouwelijke atleet aller tijden geweest zijn als de Olympische Spelen van 1940 en 1944 niet waren geannuleerd vanwege de Tweede Wereldoorlog.
Haar enige deelname aan de Olympische Spelen was tijdens de Olympische Zomerspelen van 1948 in Londen. Ze sprong bij haar eerste poging 1,68 meter en dat was voldoende voor een gouden medaille. Ze ontving deze medaille van koning George VI. Bij haar terugkeer naar de Verenigde Staten werd ze ontvangen door president Harry Truman en kreeg zij een parade van Atlanta naar Albany.

## Het leven na atletiek
Coachman stopte met haar atletiekcarrière op haar 24e. Ze trouwde twee keer en kreeg twee kinderen in haar eerste huwelijk.
In haar geboortestad werd een straat en een school naar haar genoemd.

## Titels
- Olympisch kampioene hoogspringen - 1948

1928: Ethel Catherwood ·
1932: Jean Shiley ·
1936: Ibolya Csák ·
1948: Alice Coachman ·
1952: Esther Brand ·
1956: Mildred McDaniel ·
1960: Iolanda Balaș ·
1964: Iolanda Balaș ·
1968: Miloslava Rezková ·
1972: Ulrike Meyfarth ·
1976: Rosemarie Ackermann ·
1980: Sara Simeoni ·
1984: Ulrike Meyfarth ·
1988: Louise Ritter ·
1992: Heike Henkel ·
1996: Stefka Kostadinova ·
2000: Jelena Jelesina ·
2004: Jelena Slesarenko ·
2008: Tia Hellebaut ·
2012: Anna Tsjitsjerova ·
2016: Ruth Beitia ·
2020: Maria Lasitskene ·
2024: Jaroslava Mahoetsjich
- Gemeinsame Normdatei: 1298472172
- World Athletics: 14557476
- Library of Congress Control Number: n83125293
- SNAC: w6kh344v
- Virtual International Authority File: 30912768
- WorldCat: E39PBJrWBrBt7CvcF6RxBvppT3